# Серьожа Лазаров
Серьожа Николов Лазаров е български политик и бизнесмен, кмет на община Лесичово от 2011 година.

## Биография
Серьожа Лазаров е роден на 21 юли 1959 г. в град Пазарджик, България.
Завършва средното си образование с пълно отличие и златен медал в Спортното училище в Пазарджик, с профил „Плуване“.
Висше образование получава в Технически университет – София, специалност „АТК – конструктор автомобилен транспорт, трактори и кари“.
Трудовият му стаж започва през 1984 г. в Лесичово като главен инженер механизация в АПК и МТС. С настъпването на обществено-политическите промени през 1989 г. полага основите на успешен частен бизнес – построява една от първите мандри в България. Занимава се с търговия, консултантски дейности и строителство в София, Пловдив, Варна, Пазарджик.
Има две дъщери.

### Политическа дейност
За първи път се кандидатира и е избран за кмет на община Лесичово на местните избори през 2011 г. като независим кандидат с подкрепата на ПП ГЕРБ. Победата му е на втори тур срещу кандидата на БСП за България.
На местните избори през 2015 г. печели на първи тур с 51,43%. Втори остава кандидатът на ПП БСП за България с 24,15%, следван от кандидатите на „Атака, Обединени земеделци и социалдемократическата партия с 15,94%, Земеделски съюз Ал. Стамболийски с 5,20% и Ред, законност и справедливост с 3,27%.
През 2019 г. на местните избори отново на първи тур е избран с подкрепата на 51,61% от жителите на общината. Втори след него с 28.15% остава кандидатът от БСП за България. Трети в надпреварата е кандидатът на ПП Воля с 15,59%.
На местните избори през 2023 г. на първи тур Серьожа Лазаров отново печели със сериозна преднина от 54,62% пред кандидата от „Пряка демокрация“, който взима 24,97%. След тях се нареждат кандидатите на ПП „БСП за България“ с 9,65%, ПП „Възраждане“ с 4,93% и ПП „Има такъв народ“ с 3,16%.